# Alerte (1916)
Pour les articles homonymes, voir Alerte.
L'Alerte est une canonnière de lutte anti-sous-marine de la Marine nationale française, un des 23 navires de classe Ardent. Il a également été classé comme aviso. Le navire est lancé en 1916 à l’Arsenal de Rochefort et mis en service la même année. Il a été radié de la liste de la flotte en 1935.

## Conception
Les canonnières de classe Ardent ont été commandées dans le cadre du programme d’expansion de la flotte française de 1916 et 1917,. En 1916, l’état-major de la marine française commanda 23 canonnières anti-sous-marines (ASM), de 266 tonnes, à machines à vapeur à triple expansion, qui furent nommés « classe Ardent ». Les navires étaient fondamentalement identiques aux canonnières de classe Friponne. Ils s’en distinguaient principalement par le type de propulsion : les canonnières de classe Friponne utilisaient des moteurs Diesel, mais les navires de classe Ardent étaient équipés de machines à vapeur, dans de nombreux cas récupérées sur de vieux torpilleurs mis hors service,. Ils différaient donc sensiblement les uns des autres en ce qui concerne la puissance et la vitesse. Ils avaient tous des étraves en forme d’arc, mais ils différaient par la forme des superstructures et leur équipement.
L'Alerte était conçu pour la lutte anti-sous-marine,. Sa coque avait une longueur hors tout de 60,2 mètres, une largeur de 7,2 mètres et un tirant d'eau de 2,9 mètres,,. Son déplacement était de 310 tonnes à charge normale et de 410 tonnes à pleine charge,.
Le navire était propulsé par deux machines à vapeur verticales à triple expansion venant du Flibustier, d’une puissance de 1500 à 2200 ch, qui entraînaient deux hélices,. La vapeur était fournie par deux chaudières à charbon de type du Temple ou Normand,. La vitesse maximale du navire était de 14 à 17 nœuds,,. Le navire emportait 85 tonnes de combustible, ce qui lui permettait d’atteindre une autonomie de 2000 milles marins à une vitesse de 10 nœuds,.
Son armement était constitué de deux canons de 100 mm modèle 1897 L/45 sur affûts simples et de deux rampes pour larguer des grenades anti-sous-marines,,.
L’équipage était composé de 55 officiers, officiers mariniers et matelots,,.

## Historique
L'Alerte a été commande par la Marine nationale en 1916, et construit à l’Arsenal de Rochefort,. La quille du navire a été posée en 1916. La même année, il a été lancé , (en mai 1916 et mis en service,.

### Première Guerre mondiale
Durant la Première Guerre mondiale, le navire a servi dans le Golfe de Gascogne et la mer Méditerranée,.
Dès sa mise en service le 3 août 1916, il est affecté à la Division des patrouilles de l'Océan, puis à celle de Gascogne,. Le 25 juin 1917, il réalise un double sauvetage. Ce jour-là, un convoi de douze navires appareille de Saint-Jean-de-Luz à 14 h 10 à destination de La Pallice. L’escorte se compose de l'Alerte et du patrouilleur auxiliaire Notre-Dame-de-la-Mer. Le cargo Petritzis, de 3692 tonnes de jauge brute, chargé de minerai de fer, coule. L'Alerte recueille l’équipage. Le même jour, à 19 h 30, le Notre-Dame-de-la-Mer est torpillé par le sous-marin allemand UC-65 du Kapitänleutnant Otto Steinbrinck, à 14 milles au sud-ouest du phare de Contis, à Saint-Julien-en-Born (Landes). La chaudière explose et le Notre-Dame-de-la-Mer coule peu après. Encore une fois, l'Alerte recueille les naufragés.
Equipé en dragueur de mines en 1917, il participe au dragage des mines sur les côtes nord de la France,.
Le 10 février 1918, le navire participe à un autre sauvetage, celui du patrouilleur Sardine qui a chaviré dans l’estuaire de la Gironde, dans la passe du Matelier à l'embouchure de la Gironde. La Sardine a rencontré un phénomène de grosse houle contre un fort courant de jusant, et il a chaviré dans les vagues déferlantes. Le Rouget suivait la Sardine, mais il n'a pas osé stopper dans la zone du naufrage, estimant qu’il courait trop de risques de subir le même sort. L'Alerte est intervenu sur zone au début du flot, atténuant la force des vagues. Il a recueilli les quatre survivants de la Sardine et transporté le corps des cinq noyés qui furent retrouvés le jour même. De l'équipage de la Sardine, il y a en outre huit disparus.

### Entre-deux-guerres
Tous les navires de classe Ardent ont survécu à la guerre. La majorité sont convertis dans les années 1920 en dragueurs de mines, avec un équipement mécanique de dragage. L'Alerte a été transformée en dragueur de mines entre 1918 et 1920,. Il a rempli cette fonction dans l’entre-deux-guerres jusqu’à sa fin de service, qui a eu lieu en 1935,.
Le 6 octobre 1919, l'Alerte est place en réserve normale. En 1922, il devient une annexe de l’École de pilotage de la Division des Écoles de l'Océan, où il remplace L'Audacieux. En 1924, il est reclassé comme aviso de 2e classe, mais un an plus tard, en 1925, il redevient une canonnière. En 1926, il part pour l'Extrême-Orient. Il est affecté à la Flottille du Yang-Tsé-Kiang,. Le 22 mars 1927, il participe à la protection des Français lors de la prise de Nankin par les nationalistes de Tchang Kaï-chek. En septembre 1928, il est envoyé à Yichang après l’assassinat de l’évêque Monseigneur Jans. Une seconde fois reclassé comme aviso de 2e classe en 1929,, l'Alerte revient à Saigon en 1931. Il est désarmé le 9 novembre 1935 et rayé de la liste de la flotte,.